# Boris Godunov (film din 1986)
Boris Godunov (în rusă Борис Годунов) este un film dramatic din 1986 regizat de Serghei Bondarciuk, care interpretează și rolul principal. Este o ecranizare cinematografică a piesei de teatru Boris Godunov (1825) a lui Aleksandr Pușkin. Filmul a fost realizat în coproducție de Uniunea Sovietică, Polonia, Cehoslovacia și Germania de Vest și a fost înscris în competiție la Festivalul de Film de la Cannes din 1986.

## Rezumat
Acțiunea are loc în Rusia și Polonia în perioada cuprinsă între sfârșitul secolului al XVI-lea și începutul secolului al XVII-lea. Este înfățișată domnia țarului Boris Godunov (1598-1605) și a fiului său, Feodor (1605), apoi venirea la putere a Falsului Dmitri I (1605-1606). După moartea țarului slab la minte Feodor Ivanovici (1584-1598), fiul lui Ivan cel Groaznic, Boris Godunov urcă pe tron, prin decizia adunării Zemski Sobor, după ce-și pregătise ascensiunea prin intrigi, alianțe și aranjarea căsătoriei surorii sale, Irina, cu țareviciul Feodor și dobândise influență și o mare putere la curtea regală.
Ulterior apare un nou pretendent la tron - un bărbat care se dă drept Dmitri, fiul mai mic al lui Ivan cel Groaznic, care fusese ucis în orașul Uglici în 1591. Pretendentul apare mai întâi în Polonia și după ce primește sprijinul prințului Adam Wiśniowiecki, al voievodului de Sandomierz Jerzy Mniszech și al fiicei acestuia, frumoasa Marina, se întoarce în Rusia. În ciuda faptului că Biserica Ortodoxă Rusă și boierul Vasili Șuiski, care a investigat circumstanțele morții lui Dmitri, neagă autenticitatea prințului, pretendentul se îndreaptă spre Moscova. El devine din ce în ce mai popular în rândul poporului și începe să fie o adevărată amenințare pentru țarul Boris. Cine este el cu adevărat – un aventurier îndrăzneț, un prinț adevărat sau o fantomă care s-a materializat pentru a răzbuna o crimă de mult uitată?

## Distribuție
- Serghei Bondarciuk — țarul rus Boris Godunov
- Aliona Bondarciuk — țarevna Xenia Godunova, fiica țarului Boris și soția țarului Feodor I
- Ghennadi Mitrofanov — nebunul pentru Hristos
- Roman Filippov — patriarhul Iov al Moscovei
- Valeri Storojik — prințul Dmitri Kurbski
- Iuri Lazarev — Gavrila Pușkin
- Vladimir Sedov — Afanasi Pușkin
- Gheorghi Burkov — Barlaam
- Vadim Aleksandrov — Misael
- Irina Skobțeva — proprietara tavernei
- Kira Golovko — infirmiera Xeniei
- Liudmila Korșakova — țarița Maria Skuratova-Belskaia, soția țarului Boris
- Fiodor Bondarciuk — țarevicul Feodor Godunov, fiul țarului Boris
- Henryk Machalica — Jerzy Mniszech, voievodul de Sandomierz
- Olgierd Łukaszewicz — Mikołaj Czernikowski
- Marian Dziędziel — prințul polonez Adam Wiśniowiecki
- Vladimir Novikov — Semion Godunov
- Valeri Șeptekita — starețul Mănăstirii Ciudov

## Lansare
A fost lansat în anul 1986 și a avut parte de succes comercial, fiind vizionat de 4,4 milioane de spectatori în cinematografele din Uniunea Sovietică.